# Memorial Cup 2013
Der Memorial Cup 2013 war die 95. Ausgabe des gleichnamigen Turniers, des Finalturniers der Canadian Hockey League. Teilnehmende Mannschaften waren als Meister ihrer jeweiligen Ligen die London Knights (Ontario Hockey League), die Halifax Mooseheads (Québec Major Junior Hockey League) und die Portland Winterhawks (Western Hockey League), sowie, als Gastgeber automatisch qualifiziert, die Saskatoon Blades (Western Hockey League). Das Turnier fand vom 17. bis 26. Mai im Credit Union Centre in Saskatoon, Saskatchewan statt.
Die Halifax Mooseheads gewannen nach einem Finalsieg gegen die Portland Winterhawks ihren ersten Memorial Cup.

## Bewerbungen
Die Saskatoon Blades hatten sich bei der Bewerbung um die Austragung des Turniers gegen die Kandidaturen der Red Deer Rebels und der Kelowna Rockets durchgesetzt.

## Ergebnisse

### Gruppenphase
| 17. Mai 2013 19:00 Uhr (Ortszeit) | Saskatoon Blades Josh Nicholls (7:59) Josh Nicholls (35:21) | 2:3 (1:2, 1:0, 0:1) Spielbericht | London Knights Brett Welychka (12:55) Seth Griffith (18:21) Nikita Sadorow (45:45) | Credit Union Centre, Saskatoon, Saskatchewan Zuschauer: 10.203 |

| 18. Mai 2013 18:00 Uhr | Halifax Mooseheads Martin Frk (15:46) Jonathan Drouin (23:16) Nathan MacKinnon (24:36) Luca Ciampini (64:17) Nathan MacKinnon (34:03) Nathan MacKinnon (38:35) Stephen MacAulay (45:33) | 7:4 (1:1, 5:2, 1:1) Spielbericht | Portland Winterhawks Seth Jones (16:41) Troy Rutkowski (20:39) Ty Rattie (22:11) Troy Rutkowski (41:09) | Credit Union Centre, Saskatoon, Saskatchewan Zuschauer: 8.771 |

| 19. Mai 2013 18:00 Uhr | Halifax Mooseheads Stephen MacAulay (46:48) Nathan MacKinnon (48:19) | 2:5 (0:1, 0:1, 2:3) Spielbericht | Saskatoon Blades Matěj Stránský (12:11) Matěj Stránský (38:45) Collin Valcourt (41:43) Darren Dietz (42:40) Josh Nicholls (59:58) | Credit Union Centre, Saskatoon, Saskatchewan Zuschauer: 8.934 |

| 20. Mai 2013 19:00 Uhr | London Knights Scott Harrington (30:38) Bo Horvat (32:30) Alex Broadhurst (41:48) | 3:6 (0:1, 2:2, 1:3) | Portland Winterhawks Taylor Leier (16:53) Oliver Bjorkstrand (22:17) Ty Rattie (30:23) Derrick Pouliot (46:20) Chase De Leo (46:43) Ty Rattie (59:05) | Credit Union Centre, Saskatoon, Saskatchewan Zuschauer: 7.575 |

| 21. Mai 2013 19:00 Uhr | London Knights Seth Griffith (36:02) Matt Rupert (37:20) | 2:9 (0:5, 2:3, 0:1) Spielbericht | Halifax Mooseheads Stefan Fournier (7:43) Darcy Ashley (9:36) Darcy Ashley (12:02) Brent Andrews (17:31) Martin Frk (18:00) Martin Frk (21:45) Ryan Falkenham (29:51) Martin Frk (38:03) Luca Ciampini (59:03) | Credit Union Centre, Saskatoon, Saskatchewan Zuschauer: 9.237 |

| 22. Mai 2013 19:00 Uhr | Portland Winterhawks Derrick Pouliot (26:44) Chase De Leo (44:08) Brendan Leipsic (46:27) Ty Rattie (50:16) | 4:2 (0:0, 1:1, 3:1) Spielbericht | Saskatoon Blades Shane McColgan (31:20) Josh Nicholls (56:27) | Credit Union Centre, Saskatoon, Saskatchewan Zuschauer: 9.239 |

#### Abschlusstabelle
| Pl. |                                                        | Sp. | S | N | Pkt. | Tore  | Diff. |
| --- | ------------------------------------------------------ | --- | - | - | ---- | ----- | ----- |
| 1.  | Halifax Mooseheads (Québec Major Junior Hockey League) | 3   | 2 | 1 | 4    | 18:11 | +7    |
| 2.  | Portland Winterhawks (Western Hockey League)           | 3   | 2 | 1 | 4    | 14:12 | +2    |
| 3.  | Saskatoon Blades (Gastgeber; Western Hockey League)    | 3   | 1 | 2 | 2    | 09:09 | ±0    |
| 4.  | London Knights (Ontario Hockey League)                 | 3   | 1 | 2 | 2    | 08:17 | −9    |

Abkürzungen: Pl. = Platz, Sp. = Spiele, S = Siege, N = Niederlagen, Pkt. = Punkte, Diff. = Tordifferenz

Erläuterungen: Qualifiziert für das Finale, Qualifiziert für das Halbfinale, Qualifikationsspiel um den zweiten Halbfinal-Platz

### Qualifikationsspiel
| 23. Mai 2013 18:00 Uhr | London Knights Bo Horvat (3:05) Seth Griffith (31:28) Chris Tierney (32:17) Ryan Rupert (42:16) Kyle Platzer (42:53) Nikita Sadorow (43:22) | 6:1 (1:0, 2:0, 3:1) Spielbericht | Saskatoon Blades Nathan Burns (51:40) | Credit Union Centre, Saskatoon, Saskatchewan Zuschauer: 7.895 |

### Halbfinale
| 24. Mai 2013 18:00 Uhr | Portland Winterhawks Tyler Wotherspoon (34:51) Ty Rattie (48:32) | 2:1 (0:0, 1:1, 1:0) Spielbericht | London Knights Max Domi (32:43) | Credit Union Centre, Saskatoon, Saskatchewan Zuschauer: 9.161 |

### Finale
| 26. Mai 2013 17:00 Uhr | Halifax Mooseheads Konrad Abeltshauser (6:31) Nathan MacKinnon (8:00) Martin Frk (15:59) Nathan MacKinnon (47:36) Konrad Abeltshauser (51:11) Nathan MacKinnon (59:37) | 6:4 (3:0, 0:2, 3:2) Spielbericht | Portland Winterhawks Nic Petan (30:36) Seth Jones (38:41) Brendan Leipsic (54:32) Ty Rattie (58:44) | Credit Union Centre, Saskatoon, Saskatchewan Zuschauer: 11.488 |

## Spieler

### Memorial-Cup-Sieger
| Memorial-Cup-Sieger Halifax Mooseheads | Torhüter: Zachary Fucale Verteidiger: Konrad Abeltshauser, Brendan Duke, Austyn Hardie, Trey Lewis, Matt Murphy, MacKenzie Weegar Angreifer: Brent Andrews, Darcy Ashley, Dominic Beauchemin, Matthew Boudreau, Luca Ciampini, Jonathan Drouin, Ryan Falkenham, Stefan Fournier, Martin Frk, Stephen MacAulay, Nathan MacKinnon, Andrew Ryan Cheftrainer: Dominique Ducharme General Manager: Cam Russell |

### Beste Scorer
Abkürzungen: GP = Spiele, G = Tore, A = Assists, Pts = Punkte, PIM = Strafminuten
| Spieler             | Team      | GP | G | A | Pts | PIM |
| ------------------- | --------- | -- | - | - | --- | --- |
| Nathan MacKinnon    | Halifax   | 4  | 7 | 6 | 13  | 0   |
| Ty Rattie           | Portland  | 5  | 6 | 6 | 12  | 6   |
| Nic Petan           | Portland  | 5  | 1 | 9 | 10  | 0   |
| Martin Frk          | Halifax   | 4  | 5 | 4 | 9   | 8   |
| Jonathan Drouin     | Halifax   | 4  | 1 | 8 | 9   | 0   |
| Derrick Pouliot     | Portland  | 5  | 2 | 5 | 7   | 10  |
| Josh Nicholls       | Saskatoon | 4  | 4 | 2 | 6   | 4   |
| Seth Griffith       | London    | 5  | 3 | 3 | 6   | 10  |
| Konrad Abeltshauser | Halifax   | 4  | 2 | 3 | 5   | 2   |
| Stephen MacAulay    | Halifax   | 4  | 2 | 3 | 5   | 2   |

### Beste Torhüter
Abkürzungen: GP = Spiele, W = Siege, L = Niederlagen, SA = Schüsse gehalten, GA = Gegentore, SO = Shutouts, GAA = Gegentorschnitt, Sv% = gehaltene Schüsse (in %), SO = Shutouts, TOI = Eiszeit (in Minuten)
| Spieler        | Team     | GP | W | L | SA  | GA | GAA  | Sv%  | SO | TOI |
| -------------- | -------- | -- | - | - | --- | -- | ---- | ---- | -- | --- |
| Jake Patterson | London   | 4  | 1 | 2 | 82  | 8  | 3,18 | 90,2 | 0  | 151 |
| Zachary Fucale | Halifax  | 4  | 3 | 1 | 143 | 14 | 3,52 | 90,2 | 0  | 239 |
| Mac Carruth    | Portland | 5  | 3 | 2 | 170 | 18 | 3,61 | 89,4 | 0  | 299 |

### Auszeichnungen

#### Spielertrophäen
| Auszeichnung                                           | Spieler          | Team               |
| ------------------------------------------------------ | ---------------- | ------------------ |
| Stafford Smythe Memorial Trophy (Wertvollster Spieler) | Nathan MacKinnon | Halifax Mooseheads |
| Ed Chynoweth Trophy (Bester Scorer)                    | Nathan MacKinnon | Halifax Mooseheads |
| George Parsons Trophy (Fairster Spieler)               | Bo Horvat        | London Knights     |
| Hap Emms Memorial Trophy (Bester Torhüter)             | Andrei Makarow   | Saskatoon Blades   |

#### All-Star-Team
| Angriff:      | Martin Frk – Nathan MacKinnon – Ty Rattie |
| Verteidigung: | Derrick Pouliot – Konrad Abeltshauser     |
| Tor:          | Zachary Fucale                            |